# Rick Turner
Richard „Rick“ Turner (* 25. September 1941 in Stellenbosch; † 8. Januar 1978 in Durban) war ein südafrikanischer Philosoph.
Zur undogmatischen radikalen Linken gehörend, war Turner in der Antiapartheidbewegung aktiv. Er wurde 1978 von Unbekannten erschossen, die Täter werden aber im Polizeiapparat vermutet.
Im  Jahr 1972 schrieb Rick Turner sein Buch The Eye of the Needle – Towards Participatory Democracy In South Africa, in dem er für ein radikaldemokratisches System und ein nichtrassistisches Südafrika plädiert.
Einen großen Einfluss hatte sein Artikel Dialectical Reason, den er 1973 in der britischen Zeitschrift Radical Philosophy veröffentlichte. Im gleichen Jahr wurde er von den südafrikanischen Behörden gebannt. Er durfte die Region Durban nicht mehr verlassen, seine Familie nicht sehen und verlor seine Arbeit an der Universität Natal.
Nelson Mandela beschrieb Turner als „eine Quelle der Inspiration“.
Er war verheiratet mit Barbara Turner, der heutigen Ehefrau von Ken Follett. Er verblutete vor den Augen seiner beiden Kinder Jann und Kim.

## Schriften von Rick Turner
- What is Political Philosophy?, Radical, 1968
- The Eye of the Needle, 1972
- Dialectical Reason, Radical Philosophy, No.4., 1973
- The Relevance of Contemporary Radical Thought, SPRO-CAS, 1971 (PDF; 1,3 MB)

## Artikel über Rick Turner
- Rick Turner, SA History Online
- Philosophy & the Crisis in South Africa, M. A. Nupen, 1988 (PDF; 663 kB)
- Richard Turner and the Politics of Emancipation, Duncan Greeves, 1987 (PDF; 1,6 MB)
- Biographical introduction in 'The eye of the needle' by Tony Morphet, 1980 (PDF; 240 kB)
- Brushing Against the Grain: Oppositional Discourse in South Africa by Tony Morphet, 1990 (PDF; 612 kB)
- The Moment of Western Marxism by Andrew Nash, 1999 (PDF; 108 kB)
- Re-Reading Rick Turner in the New South Africa, by Tony Fluxman and Peter Vale, 2004 (PDF; 103 kB)
- Black Consciousness in Dialogue: Steve Biko, Richard Turner and the ‘Durban Moment’ in South Africa, 1970 – 1974 (PDF; 147 kB), Ian McQueen, SOAS, 2009
- Eddie Webster, the Durban moment and new labour internationalism, Rob Lambert, 2010
- Thinking More Than The State Allows: Radical Politics In These Troublingly Quiet Times (Memento vom 18. Mai 2013 im Internet Archive), Taylor Sparrow, Institute for Anarchist Studies, 2011 (Archivversion)
- Re-imagining South Africa: Black Consciousness, radical Christianity and the New Left, 1967 – 1977, Ian McQueen, PhD Thesis, University of Sussex, 2011